# Santa Cristina d'Aspromonte
Santa Cristina d'Aspromonte és un municipi de la Ciutat metropolitana de Reggio de Calàbria, a la regió italiana de Calàbria, situat a uns 90 km al sud-oest de Catanzaro i a uns 30 km al nord-est de Reggio de Calàbria. A 1 de gener de 2019 la seva població era de 848 habitants.
Santa Cristina d'Aspromonte limita amb els municipis següents: Careri, Cosoleto, Oppido Mamertina, Platì, San Luca i Scido.